# San Vicente de Alcántara
San Vicente de Alcántara ou, em português, São Vicente de Alcântara, é um município raiano da Espanha na comarca da Terra de Badajoz, província de Badajoz, comunidade autónoma da Estremadura, de área 275,3 km². Em 2021 tinha 5 340 habitantes (densidade: 19,4 hab./km²).
O município pertence à Mancomunidade da Serra de São Pedro (em castelhano: Mancomunidad de Sierra de San Pedro), a qual é constituída pelos municípios da comarca de Valência de Alcântara (na província de Cáceres) mais San Vicente de Alcántara.

## Demografia
| Variação demográfica do município entre 1991 e 2004 [carece de fontes?] | Variação demográfica do município entre 1991 e 2004 [carece de fontes?] | Variação demográfica do município entre 1991 e 2004 [carece de fontes?] | Variação demográfica do município entre 1991 e 2004 [carece de fontes?] |
| ----------------------------------------------------------------------- | ----------------------------------------------------------------------- | ----------------------------------------------------------------------- | ----------------------------------------------------------------------- |
| 1991                                                                    | 1996                                                                    | 2001                                                                    | 2004                                                                    |
| 6102                                                                    | 6021                                                                    | 5861                                                                    | 5831                                                                    |